# خوروگو
خوروگو (انگلیسی: Khorgo) یک آتشفشان خاموش در میدان آتشفشانی تاریاتو-چولوتو در  ناحیه تاریات، استان آرخانگای کشور مغولستان. پارک ملی خورگو-ترخین تساگان نور در اطراف آن از سال ۱۹۶۵ به عنوان یک منطقه حفاظت‌شده طبیعی بوده و در سال‌های ۱۹۹۴/۱۹۹۷ به عنوان یک پارک ملی به طور کامل تحت حفاظت قرار گرفت تا از مناظر و گیاهان و جانوران در معرض خطر منطقه محافظت شود.